# أرونا آصف علي
ارونا آصف علي (16 يوليو 1909 - 29 يوليو 1996) معلمة وناشطة سياسية هندية مشاركة في حركة الاستقلال الهندية ، يُذكر على نطاق واسع أنها رفعت العلم الوطني الهندي في ميدان غواليا تانك ، بومباي خلال حركة اتركوا الهند في عام 1942. بعد الاستقلال ، ظلت نشطة في السياسة ، لتصبح أول عمدة لدلهي.حصلت أرونا على جائزة لينين الدولية للسلام لعام 1964، وجائزة جواهر لال نهرو للتفاهم الدولي في عام 1991. حصلت على ثاني أعلى وسام مدني في الهند ، بادما فيبهوشان في حياتها عام 1992 ، وأخيراً حصلت على أعلى وسام مدني ، بهارات راتنا ، بعد وفاتها في عام 1997. في عام 1998 ، تم إصدار طابع تذكاري لها.

## روابط خارجية
- نعي للسيدة أرونا آصف
- كتابة على ارونا آصف علي
- كتابة آخرى على ارونا آصف علي